# Burgstall Altenburg (Ergersheim)
Der Burgstall Altenburg ist eine abgegangene mittelalterliche Höhenburg bei 453 m ü. NHN auf dem Eulenberg nördlich von Ergersheim im mittelfränkischen Landkreis Neustadt an der Aisch-Bad Windsheim in Bayern.
Von der ehemaligen Burganlage ist nichts erhalten.